# 埃内尔霍达尔市镇
埃内尔霍达尔市镇（烏克蘭語：Енергодарська міська громада）是乌克兰扎波羅熱州瓦西里夫卡區的一個市镇，行政中心為埃內爾霍達爾。該市鎮只包括埃內爾霍達爾市內的範圍，並不包含任何其他的居民点。该市镇面积63.5平方公里，2022年人口数量为52,237人。